# Sun Prairie (hrabstwo Dane)
Sun Prairie – miejscowość w Stanach Zjednoczonych, w stanie Wisconsin, w hrabstwie Dane.